# Bulgarische Badmintonmeisterschaft 2024
Die Bulgarische Badmintonmeisterschaft 2024 fand vom 25. bis zum 28. April 2024 in Sofia statt.

## Medaillengewinner
| Disziplin    | Gold                             | Silber                             | Bronze                             |
| ------------ | -------------------------------- | ---------------------------------- | ---------------------------------- |
| Herreneinzel | Dimitar Yanakiev                 | Daniel Nikolov                     | Ilian Stojnov                      |
| Herreneinzel | Dimitar Yanakiev                 | Daniel Nikolov                     | Ivan Rusev                         |
| Dameneinzel  | Stefani Stoeva                   | Kaloyana Nalbantova                | Hristomira Popovska                |
| Dameneinzel  | Stefani Stoeva                   | Kaloyana Nalbantova                | Tanja Ivanova                      |
| Herrendoppel | Stilijan Makarski Ivan Rusev     | Ilian Stojnov Yulian Hristov       | Daniel Nikolov Peyo Boichinov      |
| Herrendoppel | Stilijan Makarski Ivan Rusev     | Ilian Stojnov Yulian Hristov       | Todor Grublev Nikola Borisov       |
| Damendoppel  | Gabriela Stoeva Stefani Stoeva   | Kaloyana Nalbantova Diana Makarska | Tanja Ivanova Gergana Pavlova      |
| Damendoppel  | Gabriela Stoeva Stefani Stoeva   | Kaloyana Nalbantova Diana Makarska | Mihaela Cholakova Kristina Zheleva |
| Mixed        | Stilijan Makarski Diana Makarska | Ivan Rusev Kaloyana Nalbantova     | Ilian Stojnov Hristomira Popovska  |
| Mixed        | Stilijan Makarski Diana Makarska | Ivan Rusev Kaloyana Nalbantova     | Stefan Garev Gergana Pavlova       |